# Groupe volcanique septentrional de Yatsugatake
Le groupe volcanique septentrional de Yatsugatake (北八ヶ岳, Kita-Yatsugatake) est un groupe volcanique de stratovolcans et de dômes de lave situé dans la préfecture de Nagano sur l'île de Honshū au Japon.

## Liste des sommets
- Mont Futago, cône volcanique
- Mont Tateshina (aussi appelé Suwa Fuji), stratovolcan
- Mont Yoko (aussi appelé mont Kita Yoko), dôme de lave
- Mont Shimagare, dôme de lave
- Mont Chausu, dôme de lave
- Mont Maru
- Mont Nyū
- Mont Naka
- Mont Tengu
- Mont Neishi